# وزارة البيئة (إسبانيا)
وزارة التحول البيئي والتحديات الديموغرافية (MITECO) (بالإنجليزية: Ministry of Environment) هی جزء من الحكومة الإسبانية المسؤولة عن تطوير سياسة الحكومة في مجال مكافحة  الاحتباس الحراري، ومنع التلوث، وحماية التراث الطبيعي، والتنوع البيولوجي. والغابات والبحر والمياه والطاقة هي من أجل نموذج اجتماعي وإنتاج أكثر إيكولوجية. وبالمثل، فهي مسؤولة عن صياغة وتطوير سياسة الحكومة ضد التحديات السكانية في البلاد مثل شيخوخة السكان، وانخفاض السكان، وتأثيرات تعويم السكان إلخ.

## تاريخ
يعود تاريخ السياسات البيئية في إسبانيا إلى القرن الثامن عشر، عندما صدرت قوانين حماية وتعزيز الجبال البحرية وحماية الغابات والمزارع. أعطى المرسوم الملكي الصادر في 9 نوفمبر 1832 لوزارة الأشغال العامة المنشأة حديثا سلطة زراعة الجبال والأشجار وحمايتها، فضلا عن أعمال الري والصرف لأراضي المستنقعات. وبعد عام، تم إنشاء الإدارة العامة للغابات، وهي أول إدارة مخصصة للحفاظ على الطبيعة.